# Darryl Jones
Darryl Jones (Chicago, 11 de dezembro de 1961) é um músico estadunidense. Atualmente trabalha como baixista da banda de rock britânica The Rolling Stones, desde a saída de Bill Wyman, em 1993, porém não é considerado membro oficial, sendo apenas contratado como músico de apoio. Na década de 80, trabalhou com vários artistas de jazz, entre eles um dos maiores nomes do estilo, Miles Davis. Também atuou como músico de turnês de artistas como Cher, Sting, Peter Gabriel, Madonna, Eric Clapton e Joan Armatrading.